# Fallingwater
Fallingwater eller Kaufmann Residence er et hus tegnet af arkitekten Frank Lloyd Wright i 1935 i det landlige sydvestlige Pennsylvania, 50 miles sydøst for Pittsburgh. Huset blev bygget delvist over et vandfald på vandløbet Bear Run i Laurel Highlands i Allegheny-bjergene.
I 2009 lancerede den danske legetøjskoncern LEGO en model af Fallingwater i serien Lego Architecture.